# Jaguar E-type
Jaguar E или XK-E (рус. Ягуар И или ИксКейИ) — спортивный автомобиль английской фирмы Jaguar, выпускавшийся в период с 1961 по 1974 год. Сочетал в себе оригинальный внешний вид, высокую скорость, хорошие ходовые свойства и был относительно недорогим. Считается одним из самых красивых и стильных автомобилей в мире.

## История
В начале 1950-х большой разницы между дорожными и спортивными автомобилями не существовало. Любой мог купить спортивный автомобиль, поучаствовать в гонках, с неплохими шансами на победу, а затем уехать на нём домой. Именно таким автомобилем был Jaguar XK120, который с переменным успехом участвовал в различных соревнованиях, в том числе 24-часовых гонках Ле-Ман. Видя хороший потенциал автомобиля, основатель и руководитель фирмы Jaguar Вильям Лайонс (англ. William Lyons) вместе со своим главным конструктором Вильямом Хэйнесом (англ. William Heynes) решили разработать новую версию XK120, специально предназначенную для гонок на выносливость. Им было понятно, что лёгкий и мощный автомобиль не всегда бывает самым быстрым, особенно в длительной гонке. Чего не хватало Jaguar XK120, так это обтекаемого кузова. Поэтому в 1950 году Лайонс пригласил на работу бывшего инженера «Бристольской авиационной компании» (Bristol Aeroplane Company) Малькольма Сайера (англ. Malcolm Sayer) на должность директора по дизайну, хотя Сайер всегда подчёркивал, что считает себя инженером-аэродинамиком, а не дизайнером.

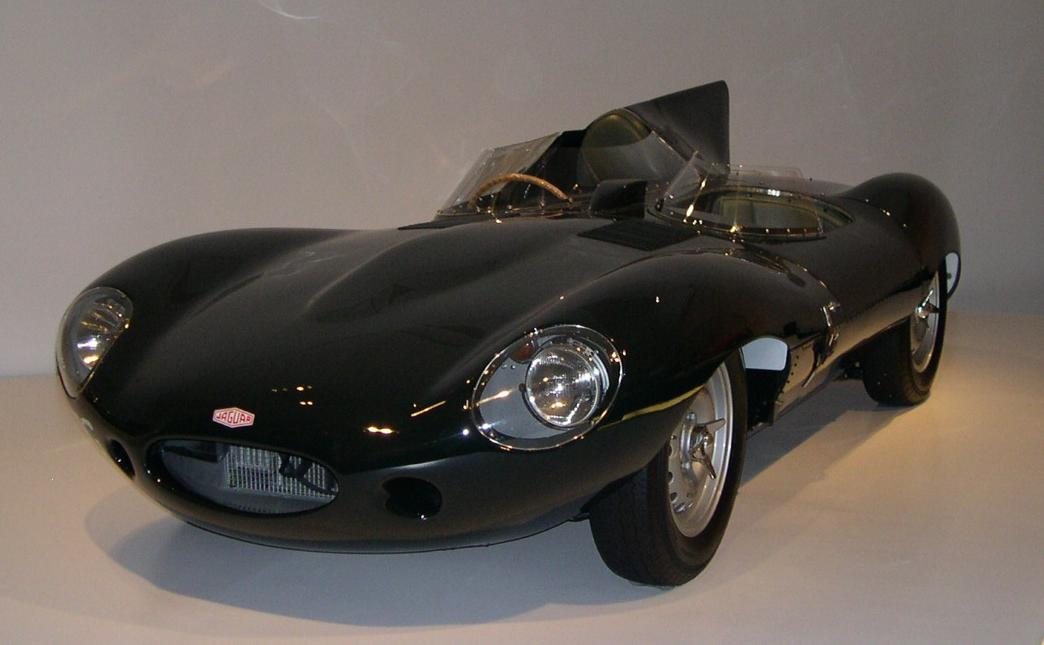
1955 Jaguar D

Первой разработкой с участием Сайера стал Jaguar C (или Jaguar XK120-C), гоночная версия Jaguar XK120 спрятанная в обтекаемый кузов. На этом автомобиле в 1951 году Jaguar впервые победил на гонках Ле-Ман. Следующим автомобилем стал, появившийся в 1954 году, Jaguar D, более мощный автомобиль с новыми аэродинамическими формами. Он был меньше и изящнее, чем Jaguar C, и сразу же занял второе место в гонках Ле-Ман 1954 года. В 1955 году на этих соревнованиях случилась страшная авария, одна из тяжелейших в истории автогонок, повлекшая гибель более 80 человек. Во избежание паники среди зрителей, гонка была продолжена, и Jaguar D победил в ней, после того как лидировавшая команда Mercedes-Benz снялась с гонки. Несмотря на победу, трагедия произвела сильное впечатление на Лайонса и он свернул все фирменные гоночные программы, решив сосредоточиться на производстве дорожных спортивных автомобилей. Заводская команда была продана в частные руки и, при поддержке фирмы Jaguar, ещё несколько раз побеждала в гонках Ле-Ман.
Сначала была предпринята попытка продавать Jaguar D, который мало отличался от дорожных машин того времени, только был менее комфортабельным. Автомобиль не пользовался спросом, в том числе и из-за высокой цены. Немного облагороженный Jaguar D, выпущенный под маркой  XK-SS, также не нашёл своих покупателей, было продано всего несколько десятков автомобилей. И тогда было принято решение разработать совершенно новый автомобиль, используя весь накопленный в гонках опыт.
Прототипом стал появившийся в конце 1957 года автомобиль под индексом E1A (E-type 1 Aluminium). По компоновке он был подобен Jaguar D, но был немного больше. Наиболее интересной в автомобиле была новая независимая задняя подвеска на подрамнике. До этого Jaguar даже на гоночных машинах использовал зависимую заднюю подвеску, но с ростом скоростей автомобилей она всё меньше устраивала пилотов. Лайонс был уверен, что создать новую конструкцию быстрее чем за месяц невозможно. Тогда инженер Боб Найт (Bob Knight) на спор в пять фунтов разработал новую заднюю подвеску всего за 27 дней. Конструкция оказалась настолько удачной, что, с изменениями, продержалась на автомобилях Jaguar до 1990-х годов. Следующим был прототип под маркой E2A, который был ещё больше и оснащался высокофорсированным трёхлитровым двигателем. На основе него был создан Jaguar E, но с самым новым мотором от Jaguar XK150 рабочим объёмом 3,8 л.

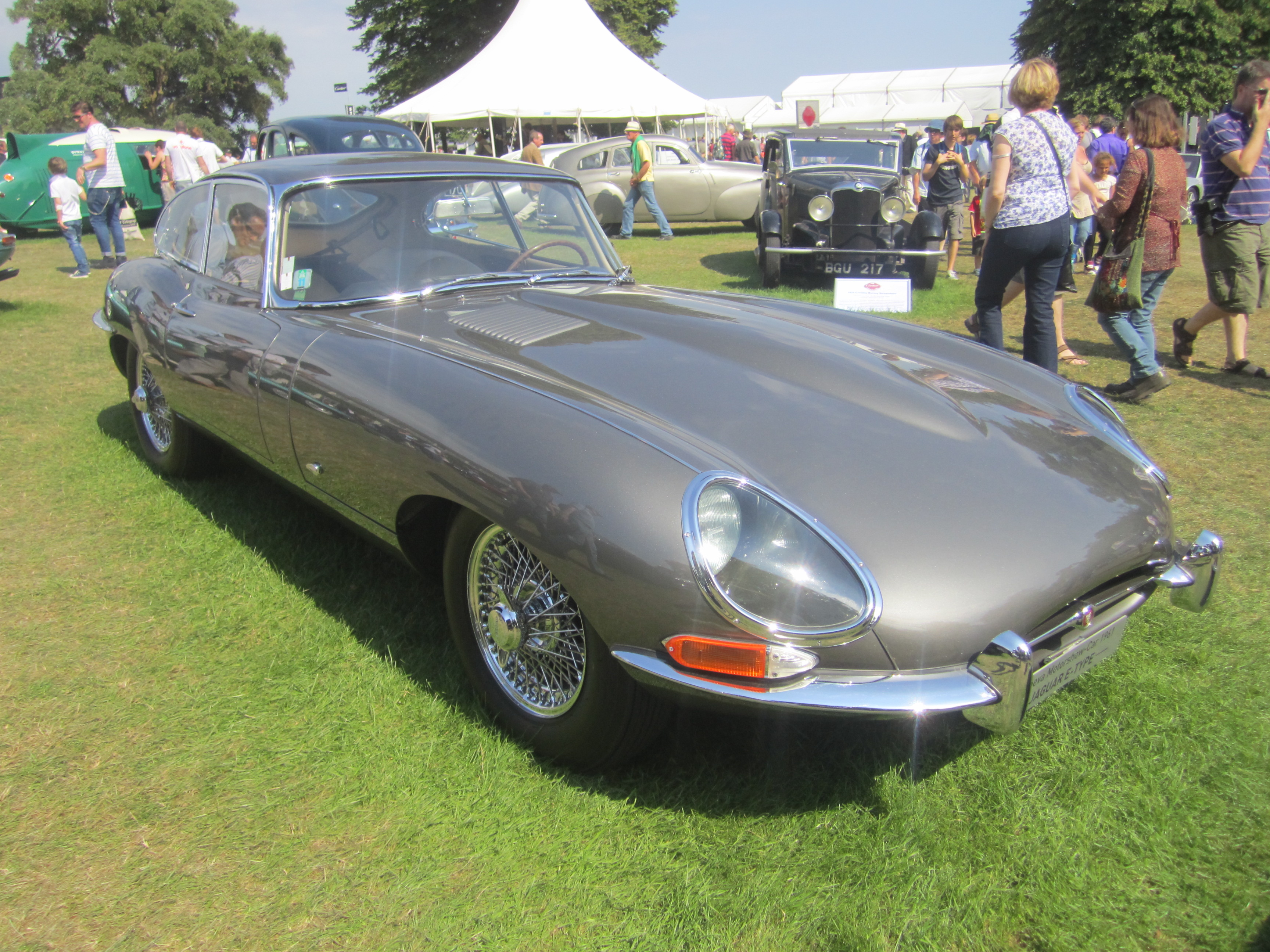
1961 Jaguar E купе (FHC) из первого выпуска с наружными замками капота (внизу, перед дверью)

Впервые Jaguar E был показан публике в марте 1961 года на Женевском автосалоне. 15 марта один автомобиль с кузовом купе был представлен журналистам и особо важным персонам на закрытом показе и вызвал бурю восторгов. Тогда было решено показать два автомобиля, и только что собранный такой же автомобиль своим ходом был доставлен в Женеву к открытию автосалона. Один из них был тут же продан французскому актёру Жаку Шарье (Jacques Charrier), мужу Брижит Бардо. Месяцем позже автомобиль был показан на Нью-Йоркском автосалоне под именем Jaguar XK-E. Автомобили Jaguar серии XK хорошо продавались в Америке, поэтому для новой модели решили оставить то же имя, добавив приставку E. XK было обозначением применяемого на автомобиле двигателя: в 1946 году на фирме решили обозначить индексом XA новый экспериментальный (X — eXperimental) мотор, за ним последовали двигатели XB, XC и так вплоть до знаменитого двигателя XK, который с некоторыми изменениями выпускался вплоть до 1992 года. Дилеры получили первую демонстрационную партию автомобилей 14 июля, с обязательством не продавать их до сентября, когда был дан старт официальным продажам в Великобритании.
Jaguar E первоначально выпускался с двумя типами кузовов: с закрытым кузовом купе (FHC, Fixed Head Coupe) и открытым кузовом типа родстер (OTS, Open Two Seater). Это был прекрасно оснащённый для своего времени автомобиль: мощный мотор, полностью независимая подвеска, дисковые тормоза на всех колёсах. К тому же, он был очень красивым. Автомобилю удалось придать удивительно гармоничный и в то же время совершенно оригинальный внешний вид. И он был очень быстрым. В марте 1961 года журналистам The Motor удалось достичь на нём скорости в 150 миль в час (242 км/ч). С такими скоростями ездили только суперкары того времени Ferrari или Aston Martin, но они были в несколько раз дороже.
Вскоре проявили себя недостатки автомобиля. Из-за заходящего на боковины ветрового стекла посадка и высадка были неудобны, особенно учитывая то, что автомобиль был очень низким. Оказавшись внутри, пассажиры обнаруживали, что автомобиль с таким малым пространством для ног надо ещё поискать, что сидения были крайне убогими, а вентиляция — совершенно никакой. Расход топлива был неплохим, в среднем 10,7 л/100 км (22 mpg), но совершенно потрясал расход масла: по заводским нормам он составлял от 200 до 800 мл/100 км. Аэродинамические колпаки на фарах выглядели хорошо, но мешали прохождению света, особенно когда запотевали. Усилитель тормозов был дёрганным, а о коробке передач можно было сказать только то, что тяговитый двигатель не требовал частого переключения. Кроме этого, как и большинство автомобилей Jaguar, эти также не отличались высокой надёжностью. Но всё это не имело никакого значения, спрос на автомобили намного превышал возможности завода по их выпуску.

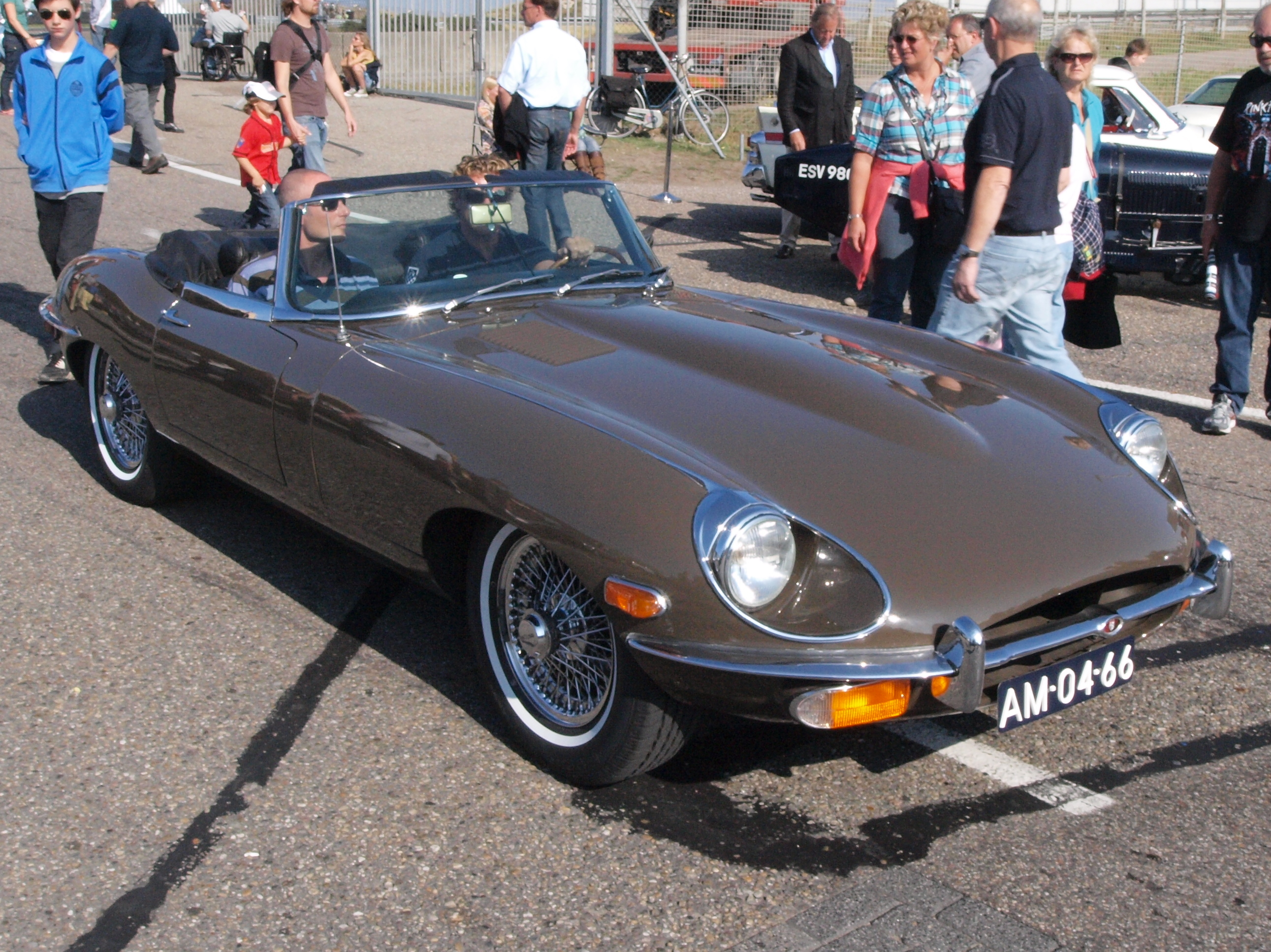
Jaguar E родстер (OTS) Series 2

В октябре 1964 года был представлен Jaguar E с новым двигателем рабочим объёмом 4,2 л. Помимо двигателя автомобиль получил новую полностью синхронизированную коробку передач, а также новые сидения и модернизированную электрику. На Женевском автосалоне 1966 года была показана версия 2+2 с удлинённой колёсной базой и вторым рядом сидений. Этот автомобиль имел только закрытый кузов, удлинённые двери и мог оснащаться трёхступенчатой автоматической трансмиссией Borg-Warner. Внешний вид этого автомобиля был разработан Бобом Блайком (Bob Blake). 5 октября 1967 года был показан модернизированный Jaguar E, который иногда называют Series 1½. Основным внешним отличием автомобиля было отсутствие плексигласовых колпаков на фарах. Он полностью отвечал требованиям США по токсичности отработанных газов и в соответствии с официальным пресс-релизом имел более двадцати изменений.
В 1968 году на Британском автосалоне был представлен Jaguar E второй серии (Series 2). Автомобиль имел прочные бампера, окружавшие нос и хвост, и обеспечивающие лучшую защиту кузова. Под ними располагались новые большие подфарники и фонари с двойными стоп-сигналами сзади. Передний воздухозаборник имел иную форму и увеличенное сечение для установки теплообменника кондиционера. Впервые на автомобили устанавливался усилитель руля, как опция стали предлагаться стальные штампованные колёса. На версии 2+2 было сильнее наклонено ветровое стекло. При этом цена автомобилей не увеличилась.

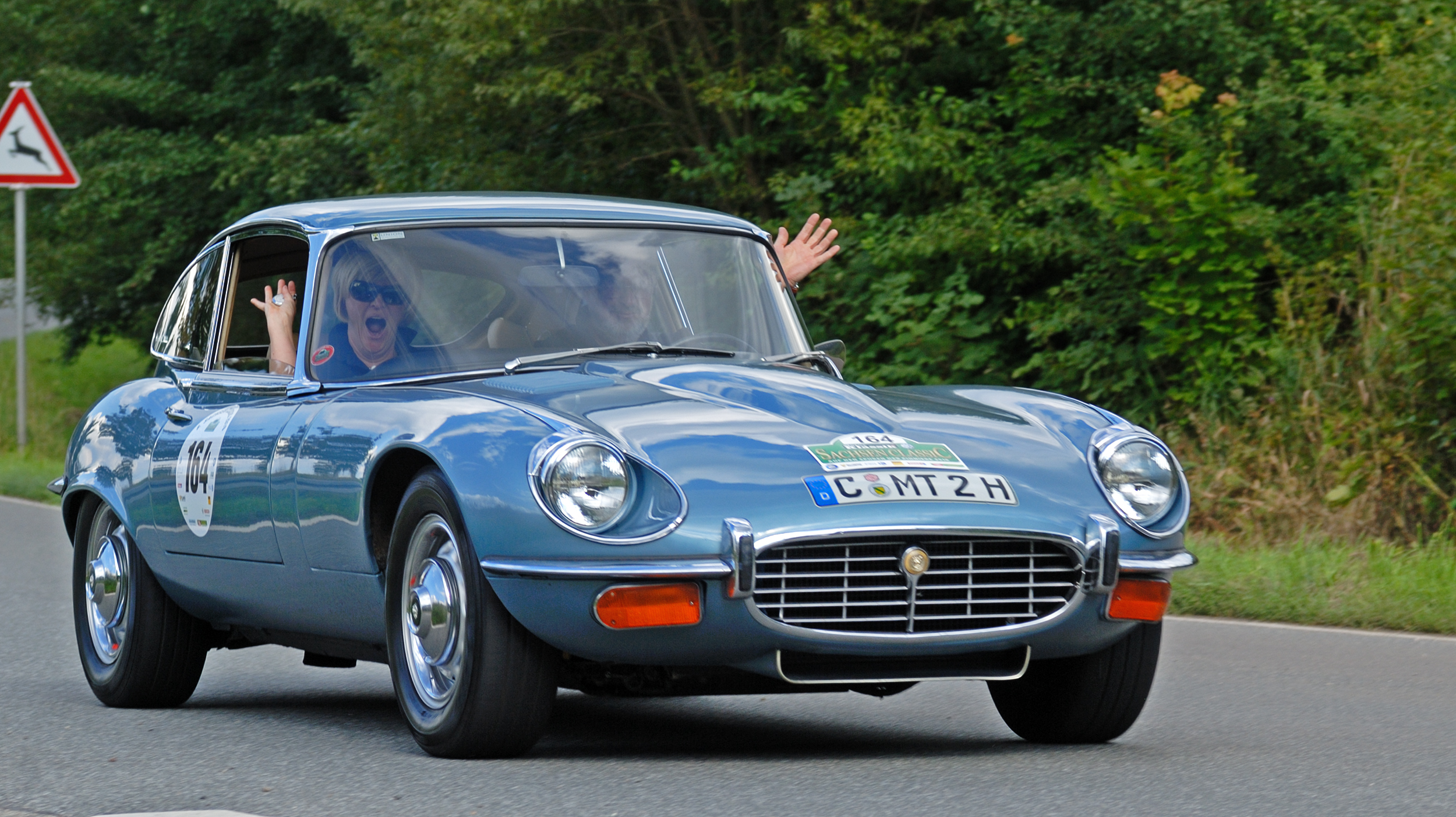
Jaguar E V12 Series 3

Jaguar E третьей серии (Series 3) был представлен в марте 1971 года в Женеве и стал первым автомобилем Jaguar, использующим новый двигатель V12 рабочим объёмом 5,3 л. Остались только модели с увеличенной колёсной базой: открытая двухместная и закрытая 2+2, двухместных купе больше не предлагалось. Внешне автомобиль легко узнавался по увеличенной хромированной решетке радиатора. Штампованные стальные колеса с блестящими колпаками стали стандартными, а колёса со спицами ставились только на заказ. В автомобиле использовались четырёхступенчатая механическая коробка передач или трёхступенчатая автоматическая, усилитель руля стал стандартным, появились новые более мощные тормоза.
Вступавшие в силу с 1976 года в США более жёсткие нормы безопасности поставили крест на дальнейшем выпуске Jaguar E. 14 сентября 1974 года производство автомобилей было прекращено, всего их было сделано более 70 тысяч штук, причём примерно ¾ всех произведённых автомобилей было продано в США. Так как оставалось много нераспроданных экземпляров, Jaguar только в феврале 1975 года официально объявил об окончании производства модели.

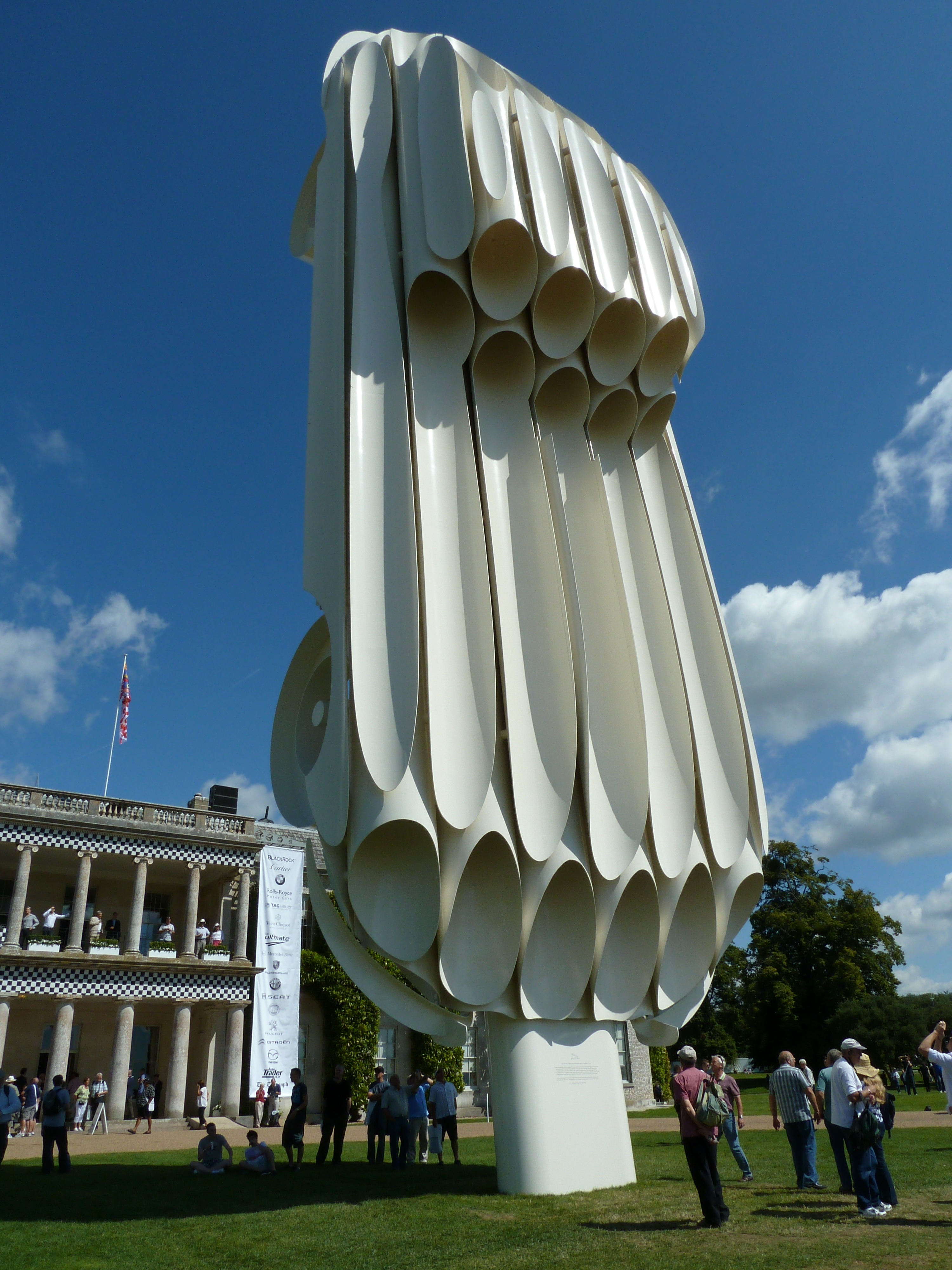
Памятник Jaguar E перед зданием Goodwood House

На Jaguar готовили преемника E-type, но тяжёлый экономический кризис в британской автопромышленности помешал этим планам. В 1966 году фирма Jaguar потеряла самостоятельность, и, объединившись с British Motor Corporation (BMC), вошла в состав British Motor Holdings (BMH). Вскоре, в 1968 году было объявлено об объединении BMH и Leyland в корпорацию British Leyland Motor Corporation (BLMC). В июле 1970 года от сердечного приступа скончался Малькольм Сайер, а в марте 1972 года фирму покинул Вильям Лайонс. Появившийся в сентябре 1975 года Jaguar XJ-S был уже совсем другим автомобилем.
Многие знаменитости были владельцами этого автомобиля, среди них Джордж Бест, Брижит Бардо, Тони Кёртис, Чарлтон Хестон и Стив Маккуин.
Нью-Йоркский музей современного искусства добавил Jaguar E-type в свою постоянную коллекцию как шедевр дизайна.
В 2011 году по всему миру торжественно отмечался 50-летний юбилей автомобиля. На Женевском автосалоне в Швейцарии была представлена 144-страничная книга-альбом, посвящённая юбиляру, на конкурсе красоты в Пебл-Бич (Pebble Beach Concours d’Elegance), США, была показана коллекция ключевых модификаций Jaguar E, он принял участие в гонке старинных автомобилей на Нюрбургринге, Германия, в Сильверстоуне, Великобритания, более тысячи владельцев Jaguar E проехали по гоночному кольцу, во время фестиваля скорости в Гудвуде, Великобритания, был открыт памятник автомобилю.

## В массовой культуре
Фирменное транспортное средство культового персонажа итальянских комиксов — Дьяволика.

## Комментарии
1. ↑  Нью-Йоркский музей современного искусства признал значение дизайна Jaguar E-Type, добавив его в постоянную коллекцию[1].
2. ↑  Энцо Феррари говорил, что «это самый красивый автомобиль в мире»[2].
3. ↑  Американский журнал Sports car International поместил этот автомобиль на первое место в рейтинге «Спортивные автомобили 1960-х»[3].
4. ↑  Jaguar E-type занял первое место в рейтинге английского издания The Daily Telegraph — «100 самых красивых автомобилей»[4].
5. ↑  Самый «сексуальный» автомобиль в истории по мнению журналистов The Guardian[5].